# Oppositie tegen nieuwe religieuze bewegingen en sekten
De oppositie tegen nieuwe religieuze bewegingen en sekten komt uit diverse hoeken en kent diverse motivaties. De meeste oppositie komt van zogenaamde sektenvolgers die kritische informatie verzamelen en publiceren over een of meerdere groepen die zij als sekten beschouwen (zie ook: Lijst van religies).

## Sektenvolgers
Sektenvolgers verspreiden informatie over "sekten". Ze proberen daarmee het beeld bij het publiek en het beleid van de overheid te beïnvloeden.
De sociologe Eileen Barker onderscheidt vijf typen sektenvolgers
1. sektenvolgende groepen (in engere zin)
2. sektenbestrijdende groepen
3. onderzoeksgerichte groepen
4. mensenrechtengroepen
5. sekten verdedigende groepen

## Soorten oppositie

### Teleurgestelde ex-leden
Afgeknapte ex-leden van een bepaalde nieuwe religieuze beweging (NRB) of sekte vormen soms (tijdelijke) losse netwerken, vaak ook op het internet. Zij zeggen zich bezorgd te maken over de leden van de verlaten groep, inclusief hun "verloren tijd en geld". Zij volgen en bekritiseren hun voormalige groep en proberen het publiek informatie en een invalshoek te geven die volgens hen door de groep verborgen wordt gehouden. De motivatie van deze zogenaamde "afvalligen", de rol die zij spelen in de anti-sektenbeweging, de waarde van hun getuigenissen en het soort verhalen dat zij vertellen zijn controversieel. Er zijn nogal wat ex-leden die na verloop van tijd aan de buitenwereld een verhaal vertellen wat niet overeenkomt met de werkelijke reden van hun vertrek en/of wat zij aanvankelijk vertelden.

### Traditionele religies
Bij de traditionele religies zoals christendom en jodendom vormen zich soms groepen die zich willen verzetten tegen wat zij als ketterse sektenversies van hun religie beschouwen om zo te voorkomen dat de huidige leden van hun religie zich bij zo'n sekte aansluiten en om voormalige leden die zich tot de sekte bekeerd hebben te overtuigen terug te keren van de "dwaalweg". Zo is bijvoorbeeld de christelijke anti-sektenbeweging bezorgd over ketterij en eventuele schade ten aanzien van leden van vermeende sekten en de samenleving.

### De anti-sektenbeweging
De anti-sektenbeweging is tegenstander van diverse NRB's uit bezorgdheid over eventuele schadelijke gevolgen voor de leden en de samenleving. Zij zijn voortgekomen uit groepen bezorgde ouders in de jaren 1970 in de Verenigde Staten van wie de kinderen zich aansloten bij groepen die zij als negatief bestempelden. Een van de kenmerken van de anti-sektenbeweging is hun neiging om generaliserende klachten te ventileren over "sekten" gebaseerd op beschuldigen rond hiërarchische organisatiestructuren, charismatisch leiderschap, geestelijke dwang (Engels "mind control") en hersenspoeling, in plaats van zich te concentreren op specifieke problemen en misstanden die in sommige van de sekten bestaan. Het bestaan van geestelijke dwang wordt binnen de psychiatrie en bij sociale wetenschappers algemeen betwijfeld en soms zelfs verworpen als pseudowetenschappelijk. Een amicus curiae uit 1983 door de American Psychological Association verklaart dat de hypothese van het hersenspoelen "niet meer is dan ongefundeerde speculatie, gebaseerd op verdraaide informatie" en dat de theorie van "de geforceerde overreding..geen betekenisvol wetenschappelijk concept is".
De anti-sektenbeweging neigt ernaar de informatie van de sekten zelf te wantrouwen en geeft er de voorkeur aan hun informatie bij voormalige leden te halen. Nog een eigenschap is hun betrokkenheid bij exit-counseling.

### Scepticisme
Wetenschappelijke sceptici maken zich vaak druk over wat zij beschouwen als valse wonderen die door het leiderschap van de groep worden verricht of voorgewend. Zij bekritiseren ook de vermeende bizarre, irrationele geloofssystemen van deze groepen en de psychologische schade die ze kunnen aanrichten bij leden van hun sekte. Tegelijkertijd willen zij waarschuwen voor de gevaren van het geforceerd "deprogrammeren" van sekteleden. Een georganiseerde sceptische groep in Nederland is de Stichting Skepsis, in België zijn er SKEPP en het Comité Para.

### Familie en vrienden
Familieleden en vrienden zien de verandering in het sektelid en maken zich zorgen en uiten dat ook. Maar de cult leider, goeroe, zegt dat de familie en vrienden de eerste vijanden zijn. Zij worden afgeschilderd als de vijand, de laagste van de laagste, de vieze zielen, de onwetendende, de dommen en wordt dagelijks ingeprent bij de leden van de sekte. Deze doctrines zijn "geheim" voor het "gewone volk" omdat ze het niet begrijpen volgens de goeroe.

## Oppositie tegen sekten: een onderverdeling door Professor Hadden
Volgens een indeling door wijlen Professor Jeffry K. Hadden van de Faculteit Sociologie aan de Universiteit van Virginia, zijn er vier duidelijk onderscheiden categorieën van oppositie tegen sekten.

### Religieuze oppositie
- Sekten worden gezien als betrokken bij ketterij
- Het is hun missie de ketterij aan het licht te brengen en het geloof van degenen die van de "waarheid" gedwaald zijn te corrigeren
- Oppositie tegen sekten vervult twee belangrijke functies: het beschermt de leden (in het bijzonder de jeugd) tegen ketterij en vergroot de solidariteit onder de gelovigen.

### Seculiere oppositie
- De zelfstandigheid van het individu is het beweerde doel, te bereiken door mensen uit de religieuze groepen weg te halen
- De strijd gaat over controle (politiek), niet over theologie
- Soms georganiseerd rond families die bij een "sekte" betrokken kinderen hebben of hadden
- Het doel is om de organisatie van de nieuwe religieuze beweging of sekte kapot te maken

### Afvalligen
Geloofsafval is het loslaten van een religieus geloof.
- Afvalligen en degenen die zich met actieve oppositie tegen hun voormalige geloof bezig gaan houden
- De anti-sektenbeweging heeft voormalige leden van een religieuze groep aangemoedigd om hun ervaringen in de "sekte" te interpreteren als een vorm van misbruik en moedigt hen aan zich actief in te zetten voor georganiseerde anti-sekte activiteiten.

### Commercieel gemotiveerde oppositie
- Personen die zoiets ondernemen uit winstbejag
- Het bondgenootschap of de coalitie voor hun eigen agenda is ad hoc
- Sommige ondernemers hebben carrière gemaakt dankzij dergelijke georganiseerde oppositie.

## Academische studies
Sinds de vroege jaren 80 van de 20e eeuw worden nieuwe religieuze bewegingen en sekten bestudeerd door sociale wetenschappers, sociologen, godsdienstwetenschappers, psychologen en psychiaters. De debatten over een bepaalde religieuze beweging of over sekten in het algemeen zijn vaak sterk gepolariseerd met wijd uiteenlopende opvattingen en dit niet alleen tussen de huidige leden en afvallige leden, maar soms zelfs ook tussen de onderzoekers onder elkaar. De Amerikaanse godsdienstwetenschapper J. Gordon Melton bijvoorbeeld is van mening dat sekten zelden serieuze schade aanrichten en dat men niet moet afgaan op de onbetrouwbare verhalen van afvalligen. Alle academici, inclusief Melton, zijn het erover eens dat sommige groepen problematisch en soms heel problematisch zijn geweest, maar zij zijn het er niet over eens in welke mate nieuwe religieuze bewegingen in het algemeen schadelijk zouden kunnen zijn.
Academici die meer geneigd zijn sekten als schadelijk te beschouwen en die de verslagen van afvalligen als betrouwbaar betitelen, zijn de onderzoekers David C. Lane, Benjamin Zablocki en Stephen A. Kent. Volgens Zablocki bijvoorbeeld kan het binnen sekten snel tot misbruik van de leden leiden vanwege de verering van de charismatische leider, die gecorrumpeerd wordt door de macht die hij zoekt en krijgt toebedeeld. Zablocki definieert een sekte als een ideologische organisatie die bijeengehouden wordt door charismatische verhoudingen en die totale toewijding eist.
Sommige andere academici hebben een minder hoge dunk van de betrouwbaarheid van afvalligen. Zo schreef Bryan R. Wilson, hoogleraar Sociologie aan de Universiteit van Oxford in een verzameling essays die hij in 1981 redigeerde, dat "afvalligen uit nieuwe religieuze bewegingen meestal behoefte hebben aan zelfbevestiging, proberen hun eigen verleden anders op te vatten en hun vroegere toetreding te verontschuldigen, terwijl ze beschuldigingen uiten naar degenen die hun eerder nog het meeste na stonden". Wilson introduceert het gruwelverhaal (Engels: atrocity story) dat door de afvallige wordt ingestudeerd om te kunnen verklaren hoe hij door bedrog en manipulatie bij de groep werd betrokken die hij nu veroordeelt. Ook verwerpt Wilson de betrouwbaarheid van de afvallige door te stellen "dat de afvallige vanwege zijn persoonlijke geschiedenis altijd gezien moet worden als iemand die vatbaar is voor vooroordelen ten aanzien van zijn voormalige religieuze toewijding en trouw en dat derhalve vermoed moet worden dat hij handelt vanuit de persoonlijke motivatie zichzelf van blaam te willen zuiveren en zijn zelfachting te willen herwinnen door zichzelf af te schilderen als voormalig slachtoffer dat terugkeerde als wedergeboren kruisvaarder".
Ook Bromley en Shuppe bespreken de rol van het anekdotische gruwelverhaal bij de afvallige. Zij stellen dat deze verhalen meestal leiden tot een karikatuur van de groep, die vorm krijgt door de huidige rol van de afvallige in plaats van zijn werkelijke ervaring in de groep en ze twijfelen dan ook aan hun motieven en rationaliteit. Bromley beweert dat de interpretatie van de sekteervaringen van ex-leden sterk afhankelijk is van hun omgeving. In onderzoeken door Lewis Carter en David Bromley komt naar voren dat het pathologische verantwoordelijkheidsgevoel van het voormalige lid van de nieuwe religieuze beweging wordt overgedragen van deze groepen naar de dwangmatige activiteiten van de anti-sektenbeweging. Deze onderzoeken hadden tot gevolg dat de (al of niet dwangmatige) behandelingen van voormalige leden als mensen die psychische bijstand behoefden grotendeels werden beëindigd. Deze studies laten ook zien dat het bijna volledig ontbreken van enige behoefte aan psychische hulpverlening bij voormalige leden van nieuwe religieuze bewegingen op zichzelf al het grootste tegenbewijs vormt voor de vroege veroordelingen van nieuwe religies als veroorzakers van psychologische traumas.

### Door tegenstanders
- Conway, Flo & Ron Siegelman, Knappen, Amsterdam/Brussel, 1979.
- Köllen, Kai, Jeugdsekten in Nederland, 1980
- Land, Sipke van der, WAT BEZIELT ZE? Handboek sekten, stromingen, bewegingen, 1980.
- Land, Sipke van der, DE HERSENSPOELERS. Onthullingen over sekten, 1981.
- Stamm, Hugo, In de ban van een sekte, 1996, Baarn: Ten Have. ISBN 9025946577

### Over tegenstanders
- Schnabel, Paul, Dr., Tussen stigma en charisma: nieuwe religieuze bewegingen en geestelijke volksgezondheid, Erasmus Universiteit Rotterdam, Faculteit der Geneeskunde, dissertatie, ISBN 90-6001-746-3 (Deventer, Van Loghum Slaterus, 1982)

Volgens een interview met Schnabel was er in de jaren 80 van de 20e eeuw in Nederland veel overdreven ongerustheid over de negatieve effecten van sekten op hun leden.

### Gericht aan tegenstanders
- Morelli, Anne, Open brief aan de sekte van de sekte-tegenstanders, Berchem (EPO) 1997